# Sverdrupöarna
Sverdrupöarna (engelska: Sverdrup Islands) är en ögrupp i Nunavut i Kanada, del av den större ögruppen Queen Elizabeth Islands. De tre huvudöarna bland Sverdrupöarna är Axel Heibergön, Amund Ringnes Island och Ellef Ringnes Island.

## Historia
Öarna är uppkallade efter den norske upptäcktsresande Otto Sverdrup, som kartlade området mellan 1898 och 1902 med skeppet Fram. Vissa av öarna hade redan tidigare varit bebodda av inuiter. Sverdrup gjorde anspråk på öarna för Norges räkning. Den norska regeringen visade dock inget intresse för området förrän 1928. Dessa anspråk var då främst ett förhandlingsknep för att få Storbritannien att erkänna Norges anspråk på Jan Mayen och Bouvetön. Den 11 november 1930 erkände Norge Kanadas suveränitet över öarna. I november 1930 erkände Storbritannien Norges suveränitet över Jan Mayen.